# Martín Gálvez Asún
Martín Venancio Gálvez Asún (Santiago, Chile, 17 de julio de 1962) es un exfutbolista chileno, jugaba de delantero, zurdo de buena pegada que jugó en Chile, Portugal y México.

## Trayectoria
Se inició en el fútbol participando en torneos escolares representando al Colegio Calasanz. Formó parte, junto a Carlos Poblete de la Selección de Ligas Maristas, también formó parte de la Selección sub-15 de Liga La Reina.  A los 16 años se incorporó, al Club Sansoussi de Liga La Reina, con permiso especial por su edad, donde fue un jugador destacado. Al siguiente año fue campeón de la Liga con Sansoussi formando parte del equipo titular, nuevamente con Carlos "Búfalo" Poblete. Como anécdota queda la petición de algunos dirigentes rivales que permitían que jugaran, por su corta edad, pero que "siempre y cuando no pasaran de la media cancha en ataque".
Fue invitado a incorporarse al equipo juvenil de Universidad de Chile a recomendación de Adolfo "Cuchi-Cuchi" Olivares, y lo dirigió Armando Tobar quien lo hizo jugar de "carrilero", algo muy innovador para la época. 
Se terminó de formar en las divisiones inferiores de Universidad de Chile, debutó el 3 de febrero de 1982 en triunfo 2:1 sobre Unión Española, junto a la «U» fue tercero en los campeonatos nacionales de 1982, 1983 y en la Copa Chile de 1982.
En 1983 fue Seleccionado Nacional de Chile en los IX Juegos Panamericanos en Venezuela logrando un 4° lugar.
En 1985 fue contratado por el Vitória Guimarães de Portugal donde jugó sólo una temporada. En 1986 fue trasferido al Cruz Azul de México donde fue subcampeón de la Primera División de México 1986/87 y subcampeón de la Copa México 1987-88. En 1988 es traspasado a los Pumas de la UNAM, donde se consagra campeón de la Copa de Campeones de la Concacaf 1989 tras vencer 4:2 en el global al Fútbol Club Pinar del Río de Cuba.
En 1990 retorna a la Universidad de Chile, donde completa 160 partidos y 50 goles con la camiseta azul.  En 1991 juega por O'Higgins donde finaliza su carrera en Primera División. En 1992 tuvo una corta estadía en Deportes Concepción en 1.ª División, para vivir sus últimas dos temporadas como futbolista profesional defendiendo la camiseta de Audax Italiano entre 1993 y 1994.
Desde 1994 se dedica a entrenar niños y jóvenes en la escuela de fútbol que lleva su nombre, con el lema "Formar La Gran Familia Azul".

## Clubes

### Como jugador
| Club                         | País     | Año       |
| ---------------------------- | -------- | --------- |
| Universidad de Chile         | Chile    | 1982-1986 |
| → Vitória Guimarães (cedido) | Portugal | 1984-1985 |
| Cruz Azul                    | México   | 1986-1987 |
| Pumas UNAM                   | México   | 1988-1989 |
| Universidad de Chile         | Chile    | 1990      |
| O'Higgins                    | Chile    | 1991      |
| Deportes Concepción          | Chile    | 1992      |
| Audax Italiano               | Chile    | 1993-1994 |

### Como entrenador
| Club       | País  | Año  |
| ---------- | ----- | ---- |
| Trasandino | Chile | 1998 |

## Palmarés

### Títulos internacionales
| Título                           | Club       | País   | Año  |
| -------------------------------- | ---------- | ------ | ---- |
| Copa de Campeones de la Concacaf | Pumas UNAM | México | 1989 |

### Distinciones individuales
| Distinción                                                                              | Año  |
| --------------------------------------------------------------------------------------- | ---- |
| Incluido dentro de las 50 mejores figuras históricas de Universidad de Chile por AS.com | 2016 |